# 文昌阁乡
文昌阁乡，是中华人民共和国湖南省怀化市麻阳苗族自治县下辖的一个乡镇级行政单位。

## 行政区划
文昌阁乡下辖以下地区：
新寨坪村、坳头坪村、祖冲村、罗家冲村、中术元村、三坪村、官塘村、雷司坪村、西皮溪村、王后冲村、张禾冲村、会家坊村、皮林村和黄土坡村。